# Afonso Henriques de Lima Barreto
Afonso Henriques de Lima Barreto (Rio de Janeiro, 13 maggio 1881 – Rio de Janeiro, 1º novembre 1922) è stato uno scrittore brasiliano.

## Biografia

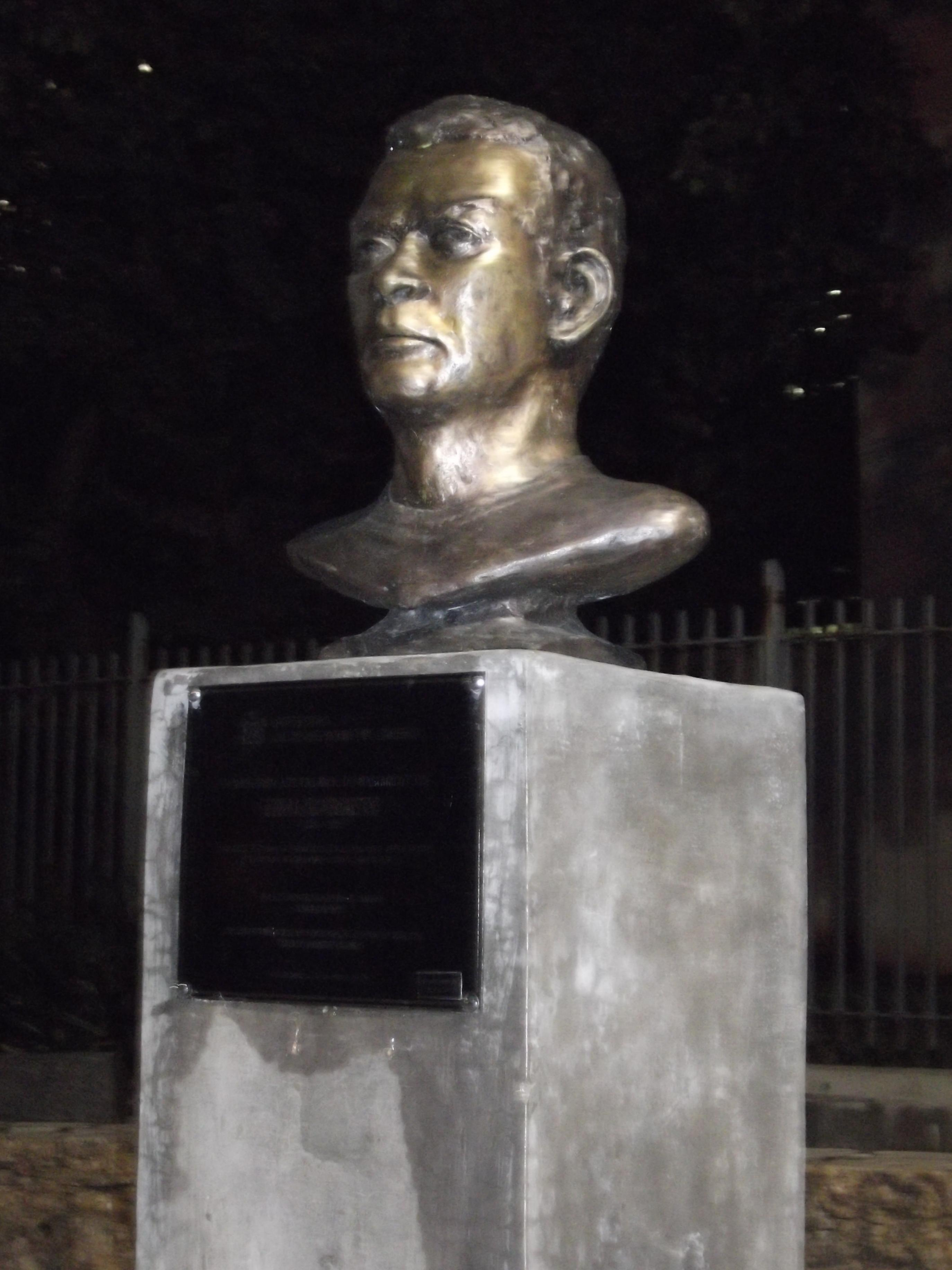
Busto di Lima Barreto a Rio de Janeiro

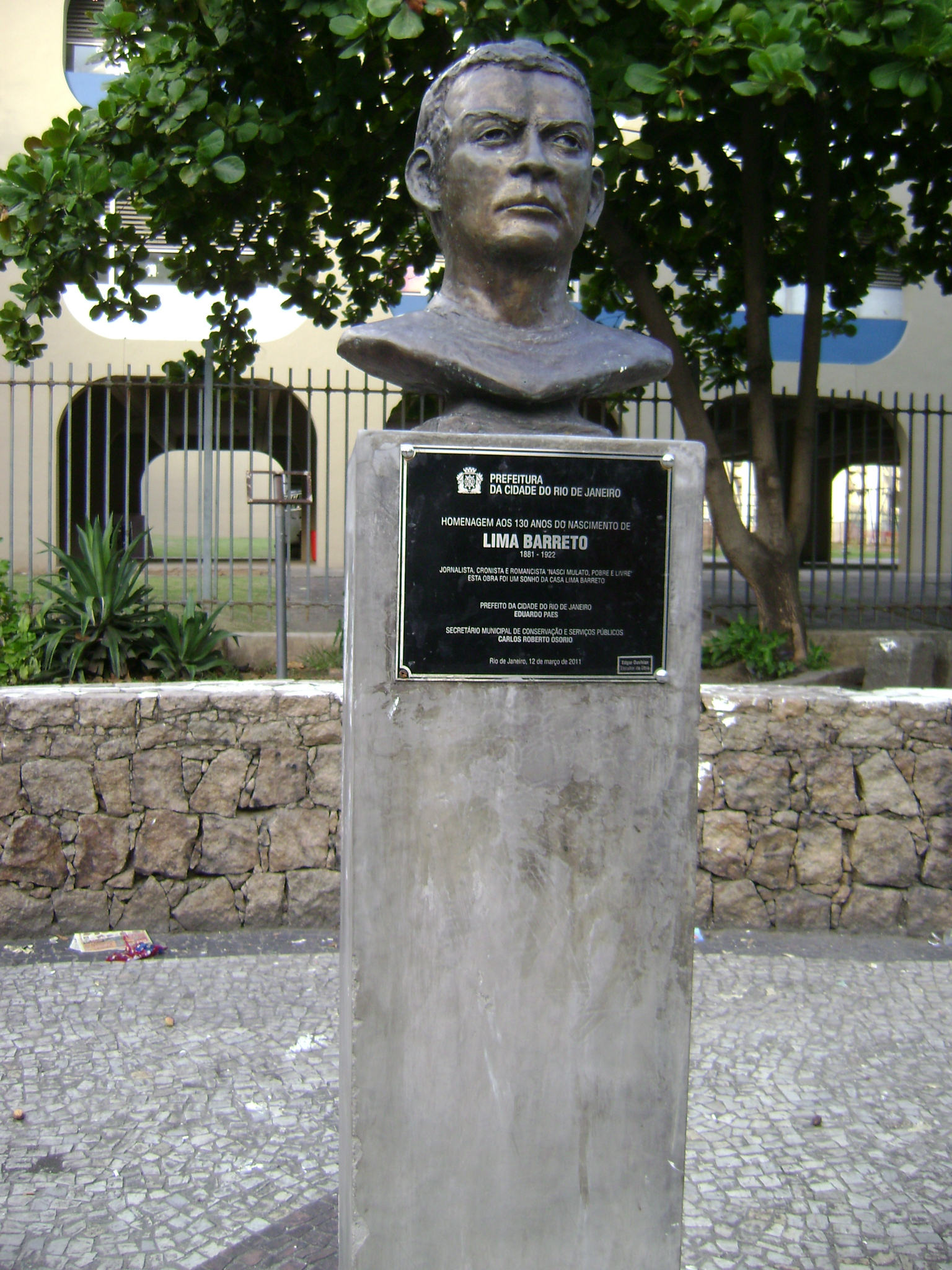
Statua di Lima Barreto a Rio de Janeiro

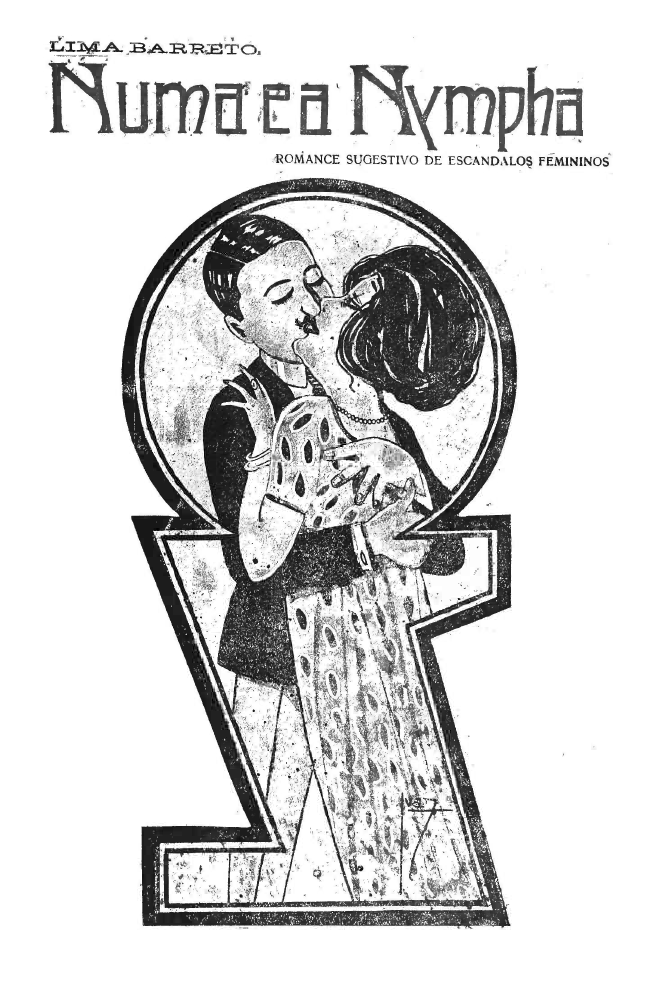
Numa e a Ninfa

### Nascita e studi
Afonso Henriques de Lima Barreto è stato un importante scrittore brasiliano, aderente al pre-modernismo, "il romanziere della prima repubblica".
Lima Barreto è nato a Orange, Rio de Janeiro il 13 maggio 1881, figlio del tipografo Joaquim Henriques de Lima Barreto, figlio di un ex schiavo e dell'insegnante elementare Amalia Augusta, figlia di uno schiavo, entrambi meticci e poveri. All'età di sette anni morì la madre. La sua carriera scolastica si effettuò alla scuola secondaria di Colégio Pedro II, e poi al Politecnico di Rio de Janeiro dove ha frequentato ingegneria.
Nel 1903, quando era al suo terzo anno, fu costretto a lasciare il corso universitario per problemi psichici del padre e l'anno seguente, partecipò, vincendolo, ad un concorso per cancelliere del Ministero della Guerra, dove lavorò fino alla sua pensione.

### Giornalismo e carriera letteraria
Nel 1905, si dedicò al giornalismo con una serie di articoli che scrisse per il Correio da Manhã e il Jornal do Commercio.
Nel 1907 fondò la rivista Floreal.
Nel 1909, Lima Barreto fece il suo debutto in letteratura con la pubblicazione del romanzo Recordações do Escrivão Isaías Caminha (Memorie dello scriba Isaia Caminha). La trama descrive le vicende di un giovane mulatto che soffre di pregiudizi razziali. L'opera autobiografica, è una denuncia contro il pregiudizio razziale e una acuta satira al giornalismo carioca.
Nel 1915, Lima Barreto pubblicò il libro Triste Fim de Policarpo Quaresma (Triste fine di Policarpo Quaresma), il suo capolavoro. Questo romanzo è incentrato sulla vita politica brasiliana dopo la proclamazione della Repubblica, oltre a focalizzare la realtà sociale dei sobborghi di Rio all'inizio del secolo. Il protagonista è il pubblico ufficiale, Policarpo Quaresma, sognatore e ingenuo, ricco di ideali, ma anche di frustrazioni.
Nel 1919 fu pubblicato il racconto Clara dos Anjos, già scritto nel 1904, imperniato sul tema della schiavitù e sulla perdizione in cui viene trascinata una meticcia per colpa di un uomo bianco.
Sempre nel 1919 diede alle stampe Recordações do Escrivão Isaías Caminha (Memorie del Rettore Isaías Caminha), che descrive l'inutile impegno nello studio e nella ricerca di un lavoro cittadino da parte del nero Isaia, che sconfitto tornerà alla sua terra. L'opera evidenziò una forte influenza di Fëdor Dostoevskij, molto ammirato da Lima Barreto.
Lima Barreto morì a Rio de Janeiro, il 1 novembre 1922, a causa di problemi cardiaci, dopo aver sofferto a lungo di problemi di alcolismo.

### Stile e pensiero poetico
Il lavoro di Lima Barreto, si svolse in un periodo di transizione della letteratura, dove alle influenze europee si aggiungono elementi di rinnovamento del linguaggio e dello stile: il cosiddetto pre-modernismo. Altri autori del pre-modernismo risultarono Euclides da Cunha e Monteiro Lobato, anche se ancora parzialmente vicini allo stile realista-naturalista.
Il suo atteggiamento di ribellione contro l'ambiente, le delusioni, lo sconforto, formarono la basi della espressione letteraria di Lima Barreto, e l'arte diventa un'arma efficace contro la società che lo aveva respinto.
«Riformare l'umanità socialmente» fu il suo impegno durante la sua carriera, perseguito con forza e consapevolezza, e manifestato con immagini dolorose e negative conducenti ad un destino crudele, a causa di grandi pregiudizi razziali e sociali.
Lima Barreto ricercò un linguaggio più semplice e colloquiale omettendo le norme grammaticali e stilistiche, suscitando critiche degli accademici e dei conservatori.
Con un linguaggio semplice, le sue opere innovative sono intrise di approfondimenti sulle ingiustizie e sulle difficoltà della realtà sociale, di critiche sul mondo borghese, sull'ipocrisia e sulla falsità di uomini e donne nei loro rapporti, che però non furono capite da molti contemporanei e furono criticate dagli studiosi tradizionali.
Nei capitoli della sua ultima opera incompiuta, il romanzo O cimitério dos vivos, Lima Barreto evidenziò una parziale accettazione del dolore del vivere, grazie ad una spiegazione trascendentale e ad una comunicazione divina.

## Opere principali
- 1909 - Recordações do Escrivão Isaías Caminha;
- 1911 - Triste Fim de Policarpo Quaresma;
- 1912 - As Aventuras do Dr. Bogoloff;
- 1915 - Numa e a Ninfa;
- 1919 - Vida e Morte de M. J. Gonzaga de Sá;
- 1920 - Histórias e Sonhos;
- 1923 - Os Bruzundangas;
- 1923 - Bagatelas;
- 1948 - Clara dos Anjos (postumo);
- 1953 - Diário Íntimo;
- 1953 - Feiras e Mafuás;
- 1953 - Marginália;
- 1953 - Vida Urbana;
- 1956 - Cemitério dos Vivos (postumo);
- 1956 - Coisas do Reino de Jambon;
- 1956 - Impressões de Leitura;
- 1956 - Correspondência (2 volumi);
- 1997 - O Subterrâneo do Morro do Castelo;
- 2016 - Sátiras e outras subversões: textos inéditos;
- 2017 - Sátiras de um homem morto.